# Hugo Vidémont
Hugo Vidémont (Marsiglia, 19 febbraio 1993) è un ex calciatore francese, di ruolo centrocampista.

## Carriera
Ha collezionato 110 presenze nella seconda divisione francese con Clermont Foot e Ajaccio; ha inoltre giocato anche nella massima serie polacca, in quella lituana ed in quella kazaka.

## Palmarès

### Club

#### Competizioni nazionali
- Campionato lituano: 1

Žalgiris: 2020, 2021
- Coppa di Lituania: 1

Žalgiris: 2021
- Supercoppa di Lituania: 1

Žalgiris: 2020